# Acquiesce
Singles de Oasis
Don't Go Away
(1997) Go Let It Out
(2000)
Pistes de The Masterplan
Underneath The Sky
Acquiesce est une chanson du groupe de britpop anglais Oasis. La chanson parut à l'origine comme une face-B au premier single de l'album (What's the Story) Morning Glory?, et au premier single n°1 au Royaume-Uni, Some Might Say, en avril 1995. Sa popularité a conduit à son inclusion sur la compilation de faces-B The Masterplan, sortie en 1998 mais surtout au best of Stop The Clocks.

## Histoire
En 1998, la chanson a été publiée en tant que single radio aux États-Unis pour promouvoir la sortie de The Masterplan, comme le groupe l'avait fait avec Rock'N'Roll Star en 1993. Acquiesce a atteint la 24e place dans les charts radio de rock moderne des États-Unis. Une vidéo promotionnelle pour la chanson a également été produite, où l'on voit des images d'un live du groupe au G-Mex de Manchester, le 14 décembre 1997.
Acquiesce a également été publiée dans le maxi Stop the Clocks - EP, pour la promotion de leur seconde compilation et unique best-of, Stop the Clocks . Une nouvelle vidéo promotionnelle a été filmée le 12 septembre 2006 où l'on voit un concert du groupe à Londres. Cependant, ce ne sont pas les membres du groupe que l'on voit mais leurs sosies japonais. Le clip raconte l'histoire d'un jeune habitant de Tokyo qui rêve d'être le chanteur de Oasis, tout en gardant son apparence.
Acquiesce est régulièrement jouée sur scène. Beaucoup de fans de Oasis pensent que cette chanson aurait dû être retenue sur l'album (What's the Story) Morning Glory?, qu'elle aurait dû sortir en single. Il s'agissait d'un avis partagé par Alan McGee, qui a essayé de convaincre Noel de sortir Acquiesce comme un seul single au lieu de le publier en face-B de Some Might Say. Noel a rejeté cette idée parce qu'il était convaincu que le travail sur le single était achevé, et parce qu'il ne voulait pas avoir à écrire un autre face-B et l'enregistrer. Toutefois, Noel a dit depuis que Acquiesce ainsi que d'autres chansons telles que The Masterplan auraient pu sortir en single.

## Caractéristiques
Les couplets et le pont de Acquiesce sont chantés par Liam Gallagher, mais le refrain est chanté par Noel Gallagher (parce que, prétend-il, « Liam n'a pas pu atteindre les notes hautes »), ce qui fait de cette chanson la première où l'on peut entendre les deux frères Gallagher au chant. Deux autres chansons, sorties plus tard, comportent cette singularité : Put Yer Money Where Yer Mouth Is de Standing on the Shoulder of Giants (2000) et Let There Be Love, de Don't Believe the Truth (2005).
La chanson reprend des extraits d'une version acoustique d'une autre chanson de Oasis Morning Glory, au début et à la fin de la piste. De plus, au cours de la déformation et de guitares de l'intro, une conversation entre Liam, Bonehead et Owen Morris peut être entendue (la bande est cependant passée à l’envers). Jouée à l’endroit, elle dit ceci :
Owen : « Where's Noel? »
Liam : « Gone for a walk »
Bonehead : « Sacked him »
Owen : « Alright »
Liam : « I've sacked him »
Owen : « Où est Noel ? »
Liam : « Parti faire un tour »
Bonehead  : « Viré »
Owen : « D’accord »
Liam : « Je l'ai viré »
La chanson est aussi utilisée dans l'épisode The Day Before (saison 1, épisode 12) de la série télévisée américaine Jericho et a été reprise par des groupes comme Good Charlotte, Third Eye Blind, Stavesacre et Ghoti Hook.